# Allophyes
Allophyes is een geslacht van nachtvlinders uit de familie Noctuidae.

## Soorten
- A. albithorax (Draudt, 1950)
- A. alfaroi Agenjo, 1951
- A. asiatica (Staudinger, 1892)
- A. benedictina Staudinger, 1891
- A. corsica (Spuler, 1905)
- A. cretica Pinker & Reisser, 1978
- A. heliocausta Boursin, 1957
- A. metaxys Boursin, 1953
- A. miaoli Hreblay & Kobayashi, 1997
- A. oxyacanthae Linnaeus, 1758 - meidoornuil
- A. oxycanthae Linnaeus, 1758
- A. powelli Rungs, 1952
- A. protai Boursin, 1967
- A. renalis (Wiltshire, 1941)
- A. sericina Ronkay, Varga & Hreblay, 1998
- A. yuennana Hreblay & Ronkay, 1997